# Parafia Świętych Apostołów Piotra i Pawła w Makoszynie
Parafia Świętych Apostołów Piotra i Pawła w Makoszynie – parafia rzymskokatolicka, znajdująca się w diecezji kieleckiej, w dekanacie daleszyckim.

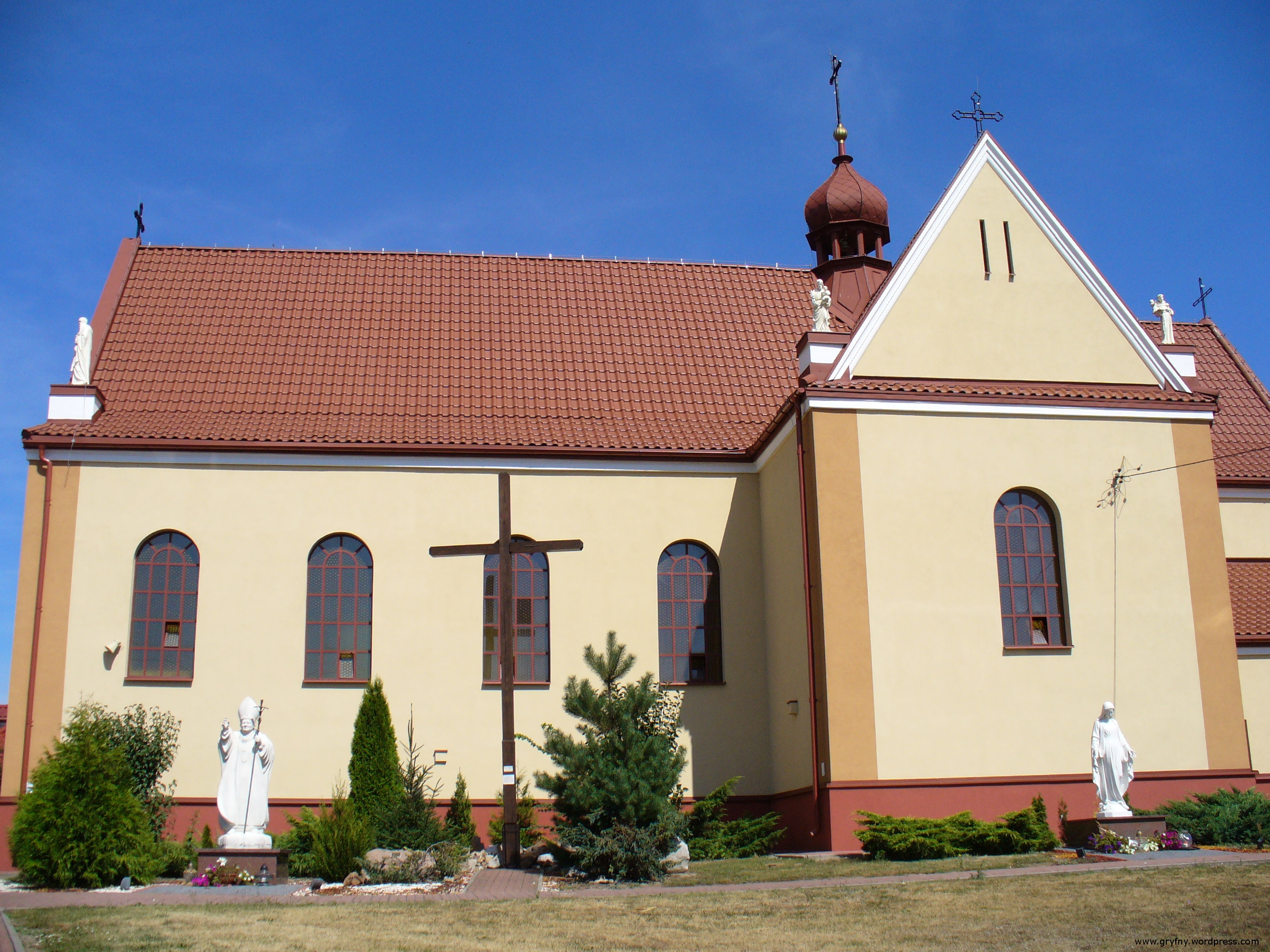
Parafia Świętych Apostołów Piotra i Pawła w Makoszynie